# Szterol
A szterol négy jellegzetes elrendezésű gyűrűből álló vegyület. Önmagában nem jelentős, származékai között azonban az élővilág számára nélkülözhetetlen anyagok vannak. Királis molekula, 7 kiralitáscentruma van. A négy gyűrű háromféle módon illeszkedhet egymáshoz.

## Szterolszármazékok
Az állatvilágban előforduló szterolok neve zooszterol. Ezek közül messze a legfontosabb a koleszterin (chole görögül epét jelent). További zooszterolok és előfordulásuk:
- lanoszterin (gyapjúzsír)
- szpongeszterol[1] (selyemhernyó, szivacsok)
- sztellaszterol[2] (tengeri csillag)

A szterol növényi származékai a fitoszterolok, melyeknek koleszterinszint-csökkentő hatásuk van. Példák:
- ergoszterol(en)
- sztigmaszterol(en)
- szitoszterol(en).

Gombákban előforduló, ún. mikoszterolok:
- ergoszterol
- fungiszterol(en)
- zimoszterol(en).

## Szteroidok

A gonán gyűrűinek jelölése és speciális atomszámozása

A szteroid szó eredeti jelentése: szterol-származék. Később a szteroidok közé beleértették azokat a vegyületeket is, melyek nem tartalmazzák a szterol hidroxilcsoportját, de a már elterjedt szteroid szót megtartották. Ma már szteroidon a gonán származékait értjük.
A szteroidok a gonán élő szervezetben előforduló származékai. Ezek egy része a szervezet felépítését végzi (anabolikus szteroidok; az anabolizmus az építő anyagcsere, melynek során egyszerűbb vegyületekből összetettek, rendszerint fehérjék keletkeznek). A testépítők, sportolók gyakran gyógyszer formájában is bevisznek a szervezetükbe anabolikus szteroidokat a teljesítmény fokozása céljából.
A katabolikus (lebontó) szteroidok (kortikoszteroidok) hormonszerű vegyületek. Gyógyszerként használják őket allergiás reakciók ellen. Tipikus képviselőjük a kortizon(en).

## Reakciók
- uridin-difoszfáttal(en) szterol-3-β-d-glikozid[6] keletkezik[7]
- zsírsavval alkotott észterei a szterol-észteráz(en) enzim hatására hidrolizálnak[8]